# Ворфоломеев, Владимир Петрович
Владимир Петрович Ворфоломеев — советский хозяйственный, государственный и политический деятель.

## Биография
Родился в 1934 году в селе Старый Эртиль. Член КПСС.
Окончил Ленинградский горный институт.
До 1959 — геологический работник, научный сотрудник во Всесоюзном научно-исследовательском маркшейдерском институте.
В 1959—1963 — инструктор, заведующий отделом, второй секретарь Ленинградского горкома ВЛКСМ.
В 1963—1973 — первый секретарь Пушкинского райкома КПСС.
В 1973—1980 — заместитель заведующего, заведующий отделом лёгкой и пищевой промышленности Ленинградского обкома КПСС.
В 1980—1988 — заместитель председателя Ленинградского горисполкома.
В 1988—1990 — председатель Комитета по охране природы Ленинграда и Ленинградской области.
Народный депутат России (1990—1993). Делегат XXIV съезда КПСС.
В 1996 — исполнительный директор филиала Федерального экологического фонда Российской Федерации «Северо-Балтийский морской фонд»
Жил в Санкт-Петербурге.

## Награды
- Орден Трудового Красного Знамени (дважды, в том числе 17.06.1981)
- Орден Знак Почёта (17.07.1986)